# Mont Blava
Mont Blava är en bergstopp i Schweiz.   Den ligger i distriktet Hérens och kantonen Valais, i den södra delen av landet, 100 km söder om huvudstaden Bern. Toppen på Mont Blava är 2 932 meter över havet, eller 124 meter över den omgivande terrängen. Bredden vid basen är 0,79 km.
Terrängen runt Mont Blava är mycket bergig. Närmaste större samhälle är Sion, 17,3 km norr om Mont Blava. 
Trakten runt Mont Blava består i huvudsak av gräsmarker. Runt Mont Blava är det glesbefolkat, med 11 invånare per kvadratkilometer.